# Vitis silvestrii
Vitis silvestrii là một loài thực vật hai lá mầm trong họ Nho. Loài này được Pamp. miêu tả khoa học đầu tiên năm 1910.